# Robert Bussière
Pour les articles homonymes, voir Bussière.
Robert Bussière, né le 7 août 1955 à Otter Lake, est un commis comptable et homme politique québécois.
Maire de La Pêche de 1997 à 2017, il est député à l'Assemblée nationale du Québec de la circonscription de Gatineau depuis les élections générales québécoises de 2018.

## Biographie

### Politique municipale et vie communautaire
Bussière est conseiller municipal de la municipalité de La Pêche de 1989 à 1997. Il devient ensuite maire de cette même municipalité de 1997 à 2017. Il est parallèlement préfet de la municipalité régionale de comté des Collines-de-l’Outaouais de 2009 à 2017.
De plus, il est président-fondateur et membre du conseil d’administration à la coopérative de développement de La Pêche de 2009 à 2017. 

### Député provincial
Battu de peu lors des élections municipales de 2017, Robert Bussière se présente aux élections provinciales de 2018 pour la Coalition avenir Québec dans la circonscription de Gatineau où il est élu député à l'Assemblée nationale du Québec le 1er octobre 2018. Sa circonscription était considérée comme un château fort du Parti libéral du Québec, ayant toujours voté pour ce parti depuis l'élection de 1962.
À l'Assemblée nationale, il est président de séance depuis novembre 2018 et est membre de la commission de l'aménagement du territoire et de la commission des transports de l'environnement depuis octobre 2019.
Le 14 février 2019, durant les travaux parlementaires, il est victime de ce qui semble d'abord n'être qu'un malaise. Deux députés qui sont médecins, l'ex-ministre de la Santé, Gaétan Barrette, et le ministre délégué à la Santé, Lionel Carmant, lui viennent en aide. On apprend par la suite qu'il s'agissait d'un infarctus du myocarde et de son quatrième « malaise » en deux semaines. Il reprend son travail de façon graduelle dans sa circonscription à partir de la mi-avril et en chambre à l'automne suivant,. 
Le 14 décembre 2021, plus d'une centaine de manifestants contre la Loi sur la laïcité de l'État manifestent devant son bureau de circonscription.
Robert Bussière est réélu lors des élections du 3 octobre 2022.

## Résultats électoraux
|                                                                                               | Nom                       | Parti                    | Nombre de voix | %      | Maj.  |
| --------------------------------------------------------------------------------------------- | ------------------------- | ------------------------ | -------------- | ------ | ----- |
|                                                                                               | Robert Bussière (sortant) | Coalition avenir         | 17 055         | 46,7 % | 9 918 |
|                                                                                               | Caryl Green               | Libéral                  | 7 137          | 19,6 % | -     |
|                                                                                               | Laura Avalos              | Québec solidaire         | 4 415          | 12,1 % | -     |
|                                                                                               | Joëlle Jammal             | Conservateur             | 3 927          | 10,8 % | -     |
|                                                                                               | Raphaël Déry              | Parti québécois          | 3 542          | 9,7 %  | -     |
|                                                                                               | Danilo Velasquez          | Parti canadien du Québec | 327            | 0,9 %  | -     |
|                                                                                               | Robert Dupuis             | Démocratie directe       | 88             | 0,2 %  | -     |
| Total                                                                                         | Total                     | Total                    | 36 491         | 100 %  |       |
| Le taux de participation lors de l'élection était de 58,8 % et 383 bulletins ont été rejetés. |                           |                          |                |        |       |

|                                                                                               | Nom                      | Parti              | Nombre de voix | %      | Maj.  |
| --------------------------------------------------------------------------------------------- | ------------------------ | ------------------ | -------------- | ------ | ----- |
|                                                                                               | Robert Bussière          | Coalition avenir   | 14 586         | 41,7 % | 3 932 |
|                                                                                               | Luce Farrell             | Libéral            | 10 654         | 30,5 % | -     |
|                                                                                               | Milan Bernard            | Québec solidaire   | 4 517          | 12,9 % | -     |
|                                                                                               | Jonathan Carreiro-Benoit | Parti québécois    | 3 148          | 9 %    | -     |
|                                                                                               | Jasper Boychuk           | Vert               | 1 271          | 3,6 %  | -     |
|                                                                                               | Mario Belec              | Conservateur       | 697            | 2 %    | -     |
|                                                                                               | Alexandre Deschênes      | Marxiste-léniniste | 71             | 0,2 %  | -     |
| Total                                                                                         | Total                    | Total              | 34 944         | 100 %  |       |
| Le taux de participation lors de l'élection était de 59,8 % et 441 bulletins ont été rejetés. |                          |                    |                |        |       |